# Priapulidae
Famille
Les Priapulidae sont une famille de vers marins de l'embranchement des Priapulida. Les Halicryptidae sont parfois séparés des Priapulidae.

## Liste desgenres
Selon World Register of Marine Species (15 avril 2015) :
- genre Acanthopriapulus van der Land, 1970
- genre Halicryptus von Siebold, 1849
- genre Priapulopsis Koren & Danielssen, 1875
- genre Priapulus Lamarck, 1816

Espèces éteintes selon Paleobiology Database (15 avril 2015) :
- † Priapulites Schram, 1973
- † Xiaoheiqingella Hu, 2002
- † Yunnanpriapulus Huang, Vannier & Chen, 2004

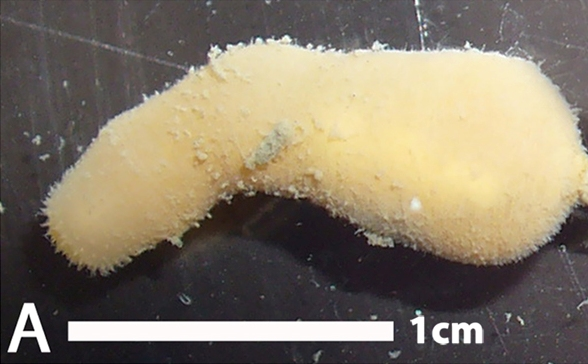
Halicryptus spinulosus
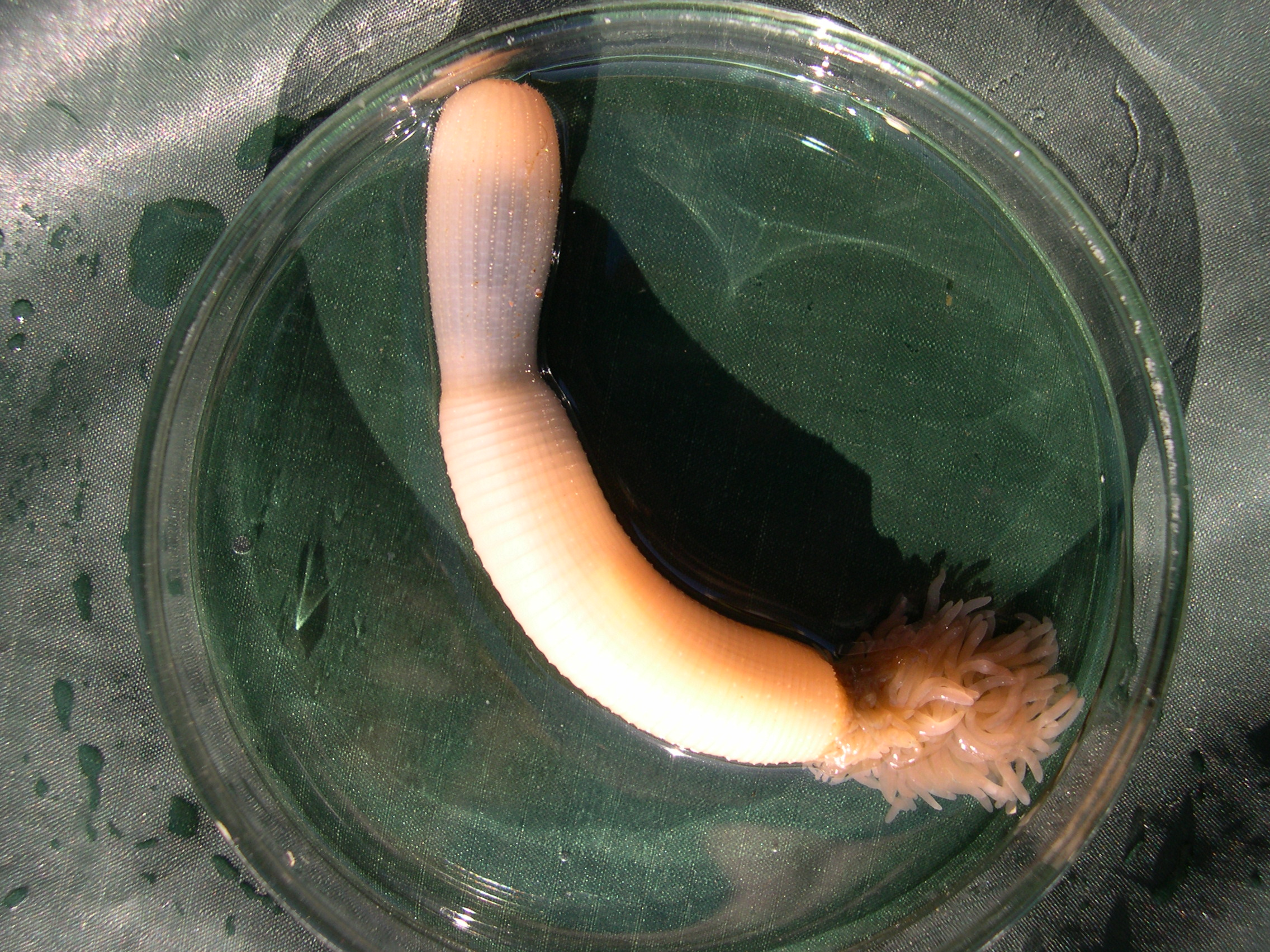
Priapulus caudatus
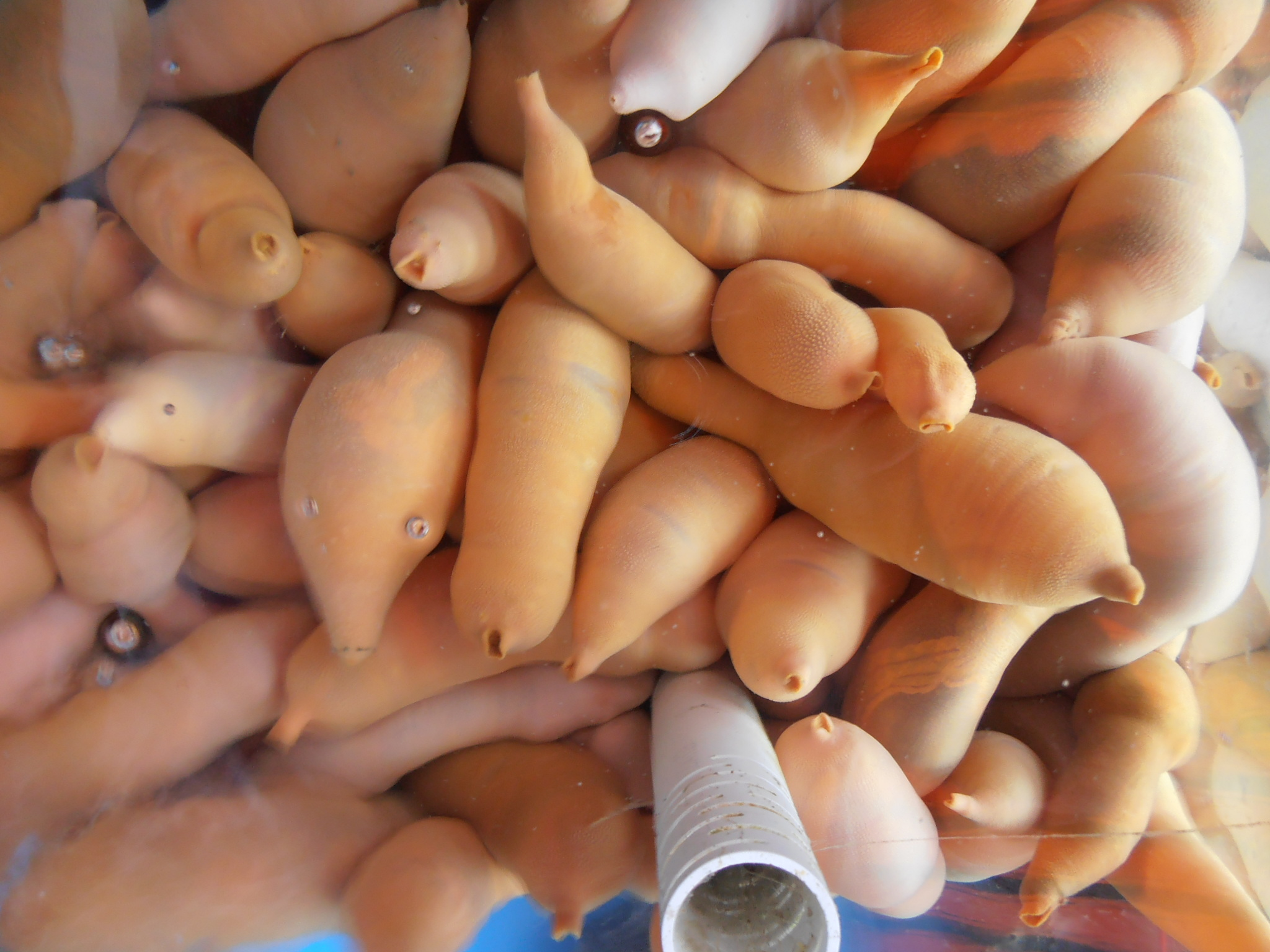
Des vers priapulidés sur un marché en Corée.